# Campionati europei di tuffi 2017
I campionati europei di tuffi 2017 si sono svolti dal 12 al 18 giugno 2017 a Kiev, in Ucraina. L'evento rappresenta la prima competizione senior di sport acquatici che sia mai stata disputata in Ucraina.

## Nazioni partecipanti
- Armenia (3)
- Austria (2)
- Bielorussia (5)
- Bulgaria (2)
- Croazia (2)
- Finlandia (3)
- Francia (7)
- Georgia (3)
- Germania (12)
- Gran Bretagna (12)
- Ungheria (5)
- Irlanda (2)
- Italia (10)
- Lettonia (1)
- Lituania (1)
- Paesi Bassi (5)
- Polonia (3)
- Romania (2)
- Russia (15)
- Spagna (6)
- Svezia (6)
- Svizzera (7)
- Ucraina (12)

## Podi

### Uomini
| Evento                      | Oro                                         | Punti  | Argento                                     | Punti  | Bronzo                                      | Punti  |
| Tuffi individuali           |                                             |        |                                             |        |                                             |        |
| Trampolino 1 m (dettagli)   | Illja Kvaša                                 | 431.75 | Patrick Hausding                            | 419.80 | Matthieu Rosset                             | 412.95 |
| Trampolino 3 m (dettagli)   | Il'ja Zacharov                              | 525.10 | Illja Kvaša                                 | 484.30 | Oleh Kolodij                                | 470.30 |
| Piattaforma 10 m (dettagli) | Benjamin Auffret                            | 511.75 | Viktor Minibaev                             | 493.25 | Matthew Lee                                 | 485.55 |
| Tuffi sincronizzati         |                                             |        |                                             |        |                                             |        |
| Trampolino 3 m (dettagli)   | Russia Il'ja Zacharov Evgenij Kuznecov      | 427.71 | Ucraina Illja Kvaša Oleh Kolodij            | 426.96 | Gran Bretagna Freddie Woodward James Heatly | 395.61 |
| Piattaforma 10 m (dettagli) | Ucraina Maksym Dolgov Oleksandr Horškovozov | 431.28 | Russia Aleksandr Belevtsev Nikita Shleikher | 406.56 | Gran Bretagna Matthew Dixon Noah Williams   | 388.05 |

### Donne
| Evento                      | Oro                                    | Punti  | Argento                                  | Punti  | Bronzo                                | Punti  |
| Tuffi individuali           |                                        |        |                                          |        |                                       |        |
| Trampolino 1 m (dettagli)   | Elena Bertocchi                        | 282.80 | Nadežda Bažina                           | 277.35 | Louisa Stawczynski                    | 271.80 |
| Trampolino 3 m (dettagli)   | Anna Pysmenska                         | 303.30 | Michelle Heimberg                        | 293.25 | Anastasija Nedobiha                   | 291.65 |
| Piattaforma 10 m (dettagli) | Lois Toulson                           | 330.75 | Anna Chuinyshena                         | 326.90 | Julija Timošinina                     | 313.30 |
| Tuffi sincronizzati         |                                        |        |                                          |        |                                       |        |
| Trampolino 3 m (dettagli)   | Russia Nadežda Bažina Kristina Ilinykh | 304.80 | Germania Tina Punzel Friederike Freyer   | 284.10 | Paesi Bassi Inge Jansen Daphne Wils   | 283.80 |
| Piattaforma 10 m (dettagli) | Gran Bretagna Ruby Bower Phoebe Banks  | 299.19 | Russia Julija Timošinina Valeriia Belova | 297.00 | Ucraina Valeriia Liulko Sofija Lyskun | 288.96 |

### Misti
| Evento                      | Oro                                    | Punti  | Argento                                       | Punti  | Bronzo                                | Punti  |
| Tuffi sincronizzati         |                                        |        |                                               |        |                                       |        |
| Trampolino 3 m (dettagli)   | Italia Elena Bertocchi Maicol Verzotto | 287.88 | Ucraina Viktoriya Kesar Stanislav Oliferčyk   | 282.96 | Germania Tina Punzel Lou Massenberg   | 281.40 |
| Piattaforma 10 m (dettagli) | Gran Bretagna Lois Toulson Matthew Lee | 308.16 | Russia Iuliia Timoshinina Viktor Minibaev     | 300.30 | Italia Noemi Batki Maicol Verzotto    | 299.58 |
| Squadra (dettagli)          | Francia Laura Marino Matthieu Rosset   | 372.40 | Ucraina Viktoriya Kesar Oleksandr Horškovozov | 366.55 | Russia Nadežda Bažina Viktor Minibaev | 366.10 |

## Medagliere
| Pos.   | Paese         | Oro | Argento | Bronzo | Totale |
| ------ | ------------- | --- | ------- | ------ | ------ |
| 1      | Russia        | 3   | 6       | 2      | 11     |
| 2      | Ucraina       | 3   | 4       | 3      | 10     |
| 3      | Gran Bretagna | 3   | 0       | 3      | 6      |
| 4      | Francia       | 2   | 0       | 1      | 3      |
| 4      | Italia        | 2   | 0       | 1      | 3      |
| 6      | Germania      | 0   | 2       | 2      | 4      |
| 7      | Svizzera      | 0   | 1       | 0      | 1      |
| 8      | Paesi Bassi   | 0   | 0       | 1      | 1      |
| Totale | Totale        | 13  | 13      | 13     | 39     |